# Cetomimoides
Cetomimoides is een geslacht van straalvinnige vissen uit de familie van langneuzen (Megalomycteridae).